# Celso Costantini

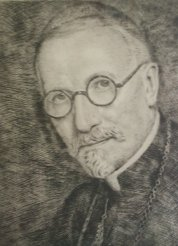
Celso Benigno Luigi Kardinal Costantini

Kardinalswappen

Celso Benigno Luigi Kardinal Costantini (* 3. April 1876 in Castion di Zoppola, Friaul-Julisch Venetien, Italien; † 17. Oktober 1958 in Rom) war ein italienischer Geistlicher, Diplomat und Kurienkardinal der römisch-katholischen Kirche.

## Leben
Celso Costantini studierte in Rom Philosophie und Katholische Theologie. Er promovierte in beiden Disziplinen und empfing am 26. Dezember 1899 das Sakrament der Priesterweihe. Anschließend arbeitete er vierzehn Jahre lang als Seelsorger in verschiedenen Gemeinden des Bistums Concordia. Von 1914 bis 1918 nahm er als Feldgeistlicher am Ersten Weltkrieg teil. Von 1919 bis 1920 leitete er als Generalvikar die Administration des Bistums Concordia. Er gründete den Verein Amici dell’Arte Sacra und die Zeitschrift Arte cristiana.
Am 22. Juli 1921 ernannte ihn Papst Benedikt XV. zum Titularbischof von Hierapolis in Phrygia. Die Bischofsweihe spendete ihm am 24. August 1921 der Patriarch von Venedig, Pietro Kardinal La Fontaine; Mitkonsekratoren waren Angelo Bartolomasi, Bischof von Triest, und Luigi Paulini, Bischof von Concordia. Am 12. August 1922 wurde Celso Costantini erster Apostolischer Delegat für China. Er gründete dort einen Orden, die Congregatio Discipulorum Domini, der sich rasch in ganz Asien ausbreitete. Am 9. September 1922 ernannte ihn der Papst zum Titularerzbischof von Theodosiopolis in Arcadia. Im Mai und Juni 1924 leitete er das erste chinesische Konzil in Shanghai, und auf seine Bemühungen hin wurden im Oktober 1928 die ersten sechs chinesischen Bischöfe von Papst Pius XI. in Rom geweiht. 1933 kehrte er nach Italien zurück. Am 20. Dezember 1935 ernannte ihn Papst Pius XI. zum Sekretär der Kongregation für die Evangelisierung der Völker.
Papst Pius XII. nahm Celso Costantini am 12. Januar 1953 als Kardinalpriester mit der Titelkirche Santi Nereo ed Achilleo in das Kardinalskollegium auf und ernannte ihn ein Jahr später zum Kanzler der Heiligen Römischen Kirche. Am 9. Juni 1958 wurde ihm die Titelkirche San Lorenzo in Damaso übertragen.
Celso Costantini starb am 17. Oktober 1958 in Rom und wurde in seinem Geburtsort Castion di Zoppola beigesetzt. 2016 sprach sich die Bischofskonferenz der Kirchenregion Triveneto für seine Seligsprechung aus, und das Verfahren dazu begann im Oktober 2017.